# Tour Ariane
De Tour Ariane, voorheen Tour Générale is een kantoorgebouw en wolkenkrabber in Puteaux, La Défense; het zakendistrict van de agglomeratie Parijs.
Het werd in 1975 gebouwd onder de naam Tour Générale omdat de Société Générale het grootste deel van de bruikbare ruimte in beslag nam. Het is 152 m hoog; het is in 2008 volledig gerenoveerd.
De toren is sinds de overname in 1999 eigendom van de Unibail-Rodamco-Westfield-groep.